# 侯瓚
侯瓚（1427年—1507年），字奉璋，號拙庵，直隸保定府雄縣（今河北省雄縣）人，明朝政治人物。

## 生平
景泰元年（1450年）庚午科順天府鄉試第一百十九名。景泰五年（1454年）甲戌科會試第一百三十五名，殿試登進士第二甲第七十九名。授户部主事，升员外郎，累官至陕西凤翔府知府，成化八年（1472年）八月升山西右參政，成化十三年七月升光禄寺卿，十六年正月升都察院左佥都御史、巡抚甘肃，仍支从三品俸，二十年十月升兵部右侍郎，二十二年二月因兵部吏员交通夷人，盗卖敕书，以防范不谨，調任南京禮部右侍郎。孝宗继位，二十三年十月升南京户部左侍郎，弘治四年（1491年）九月升南京南京工部尚書，六年八月改任南京兵部尚書、參贊機務，逾年復任南京工部尚書，七月以老疾乞致仕，允之，命驰驿以归。正德二年卒，享年八十一

## 家族
曾祖侯世昌。祖父侯文質。父侯林，曾任大使。母王氏。慈侍下。長子侯泰，成化二十年甲辰進士，官刑部主事。次子侯巽、孫侯訥。
有子侯觀，成化進士，正德末官至戶部尚書。